# 米切尔·加里·奥尔福德
米切尔·加里·奥尔福德（Mitchell Cary Alford，1855年7月10日—1914年12月9日），美国第25任肯塔基州副州长。

## 早期生涯
1856年7月10日，米切尔·奥尔福德出生于肯塔基州费耶特县。随后他考入肯塔基州大学（现特兰西瓦尼亚大学），并于1877年毕业。随后学习法律，继续在肯塔基州大学深造，1879年获法律硕士。毕业后，他与大学同学撒迦利亚·弗雷德里克·史密斯合伙建立奥尔福德·史密斯律所。

## 政治生涯
在他进行律师生涯后的两年，他被任命为费耶特县管理人。在四年任期结束后，他被选为莱克星顿的记录法院法官，两年任期结束后，他被选连任，但是他没有赴任，转而竞选肯塔基州参议院的席位。之后成功当选，并代表莱克星顿地区担任参议员；当时他也是肯塔基州最年轻的参议员。在他的第一个四年任期中，他当选为参议院拨款委员会主席；第二任期内，他当选为铁路委员会主席。
1891年，民主党选举会议中，他全票支持，被提名为肯塔基州副州长；并与约翰·Y·布朗搭档入住肯塔基州政府。在他四年任期中，他曾经被视为布朗的后任，但因他坚持稳健货币政策，而在民主党内部就自由银问题产生分歧。

## 晚年
在离任副州长职位后，他曾经担任数年的肯塔基州民主党中心委员会主席职位。并担任民主党洲际俱乐部主席。他还帮助筹建位于米德尔斯伯勒的第一个国家银行，并被选为第一任主席。他还是莱克星顿的凤凰酒店的主要董事，并担任它的财务官。